# Rhinobatos lionotus
Rhinobatos lionotus es una especie de peces de la familia Rhinobatidae en el orden de los Rajiformes.

## Hábitat
Vive en las desembocaduras de los ríos.

## Reproducción
Es ovíparo.

## Distribución geográfica
Se encuentra en las  costas de la India y de Sri Lanka.